# روبرتو موتزي
روبرتو موتزي (بالإيطالية: Roberto Muzzi)‏ (21 سبتمبر 1971 إيطاليا - ) هو لاعب كرة قدم إيطالي، يلعب كمهاجم، شارك في الألعاب الأولمبية الصيفية 1992.

## وصلات خارجية
روبرتو موتزي على موقع الاتحاد الدولي (مؤرشف)  (الإنجليزية)
- روبرتو موتزي على موقع قاعدة بيانات كرة القدم.إي يو (الإنجليزية)
- روبرتو موتزي على موقع عالم كرة القدم.نت (الإنجليزية)
- روبرتو موتزي على موقع أوليمبيديا (الإنجليزية)